# Dynamické rozhodování
Dynamické rozhodování je vzájemně závislé rozhodování, které se odehrává v prostředí, které se v průběhu času mění buď v důsledku předchozích akcí jako rozhodnutelné, nebo v důsledku událostí, které jsou mimo kontrolu rozhodovatelné. V tomto smyslu jsou dynamická rozhodnutí, na rozdíl od jednoduchých a konvenčních jednorázových rozhodnutí, obvykle složitější a objevují se v reálném čase a zahrnují pozorování, do jaké míry jsou lidé schopni využít své zkušenosti k řízení konkrétního komplexního systému, včetně typů zkušeností, které časem vedou k lepším rozhodnutím.

## Přehled
Dynamický výzkum rozhodování využívá počítačové simulace, které jsou laboratorními analogy pro situace v reálném životě. Tyto počítačové simulace se také nazývají „mikrosvěty“ a používají se ke zkoumání chování lidí v simulovaném prostředí skutečného světa, kde se lidé obvykle snaží ovládat složitý systém, kde jsou pozdější rozhodnutí ovlivněna dřívějšími rozhodnutími. Následující výzkum odlišuje DDM od klasičtějších forem výzkumu rozhodování minulosti:
- Použití řady rozhodnutí k dosažení cíle v DDM na rozdíl od jediného rozhodnutí

- Vzájemná závislost rozhodnutí na předchozích rozhodnutích v DDM na rozdíl od jejich nezávislosti na předchozích rozhodnutích

- Dynamická povaha měnícího se prostředí v DDM na rozdíl od statického pevného prostředí, které se nemění

- Skutečnost, že rozhodnutí jsou přijímána v reálném čase u úkolů DDM, na rozdíl od časových tlakových situací

Také použití mikrosvětů jako nástroje k prozkoumání DDM nejenže poskytuje experimentální kontrolu výzkumníkům DDM, ale také činí pole DDM současným na rozdíl od klasického výzkumu rozhodování, který je velmi starý. Příklady dynamických rozhodovacích situací zahrnují řízení změny klimatu, tovární výrobu a inventarizaci, řízení letového provozu, hašení požáru a řízení automobilu, vojenské velení a řízení v bitevním poli. Výzkum v DDM se zaměřil na zkoumání, do jaké míry tvůrci rozhodnutí využívají své zkušenosti k řízení konkrétního systému; faktory, které jsou základem pro získávání a využívání zkušeností při rozhodování; a typ zkušeností, které vedou k lepším rozhodnutím v dynamických úkolech.

## Teorie učení v dynamických rozhodovacích úlohách
Učení je nedílnou součástí výzkumu DDM. Jednou z hlavních výzkumných činností v DDM bylo prozkoumat pomocí simulačních nástrojů mikrosvětů, do jaké míry jsou lidé schopni se naučit ovládat konkrétní simulovaný systém, a zkoumat faktory, které by mohly vysvětlit učení v úkolech DDM.

### Teorie učení na základě strategie
Jedna teorie učení se spoléhá na použití strategií nebo pravidel jednání, které se vztahují k určitému úkolu. Tato pravidla specifikují podmínky, za kterých se určité pravidlo nebo strategie použije. Tato pravidla mají podobu, pokud rozpoznáte situaci S, poté provedete akci / strategii A. Například, Anzai implementoval sadu výrobních pravidel nebo strategií, které prováděly úkol DDM řídit loď přes určitou sadu bran. . Strategie Anzaiho dokázaly napodobit výkon úkolu ze strany lidských účastníků. Podobně Lovett a Anderson ukázali, jak lidé používají výrobní pravidla nebo strategie if - then zadejte úkol „stick-sticks“, což je izomorfa Lurchinsova problému s waterjugováním. Cílem úkolu stavebních tyčinek je sestrojit tyčinku konkrétní požadované délky vzhledem ke třem délkám tyčinek, z nichž se má stavět (existuje neomezené množství tyčinek každé délky). Při řešení tohoto problému je v zásadě možné použít dvě strategie. Strategie podtržení je vzít menší tyčinky a vybudovat až k cílové tyči. Strategie překmitu je vzít hůl déle než cíl a odříznout kusy stejné délky jako menší hůl, dokud jeden nedosáhne cílové délky. Lovett a Anderson to zařídili tak, že pouze jedna strategie by pracovala na konkrétním problému a dala subjektům problémy, kde jedna ze dvou strategií pracovala na většině problémů (a ona vyvažovala nad subjekty, což byla úspěšnější strategie).

### Teorie učení na zse spojitosti
Někteří další vědci navrhli, že učení v DDM úkolech lze vysvětlit konekcionistickou teorií nebo konekcionismem. Spojení mezi jednotkami, jejichž síla nebo vážení závisí na předchozích zkušenostech. Výstup dané jednotky tedy závisí na výstupu předchozí jednotky vážené silou spojení. Například Gibson a kol. Ukázalo se, že model učení stroje se spojovací neuronovou sítí dělá dobrou práci, aby vysvětlil lidské chování v úkolu továrny na výrobu cukru Berryho a Broadbenta.

### Teorie učení založená na instancích
Teorie učení založená na instancích (IBLT) je teorie, jak se lidé rozhodují v dynamických úkolech vyvinutých Cleotilde Gonzalezem, Christianem Lebiere a Javierem Lerchem. Teorie byla rozšířena do dvou různých paradigmat dynamických úkolů, nazývaných vzorkování a opakovaná volba, Cleotilde Gonzalez a Varun Dutt. Gonzalez a Dutt ukázali, že v těchto dynamických úkolech poskytuje IBLT nejlepší vysvětlení lidského chování a vede lépe než mnoho jiných konkurenčních modelů a přístupů. Podle IBLT se jednotlivci spoléhají na své nashromážděné zkušenosti při rozhodování získáváním minulých řešení podobných situací uložených v paměti. Přesnost rozhodnutí se tak může zlepšit pouze postupně a prostřednictvím interakce s podobnými situacemi.
IBLT předpokládá, že konkrétní instance nebo zkušenosti nebo příklady jsou uloženy v paměti. Tyto instance mají velmi konkrétní strukturu definovanou třemi odlišnými částmi, které zahrnují situaci, rozhodnutí a užitečnost (nebo SDU):
- Situace odkazuje na podněty prostředí

- Rozhodnutí se vztahuje na kroky tvůrců rozhodnutí, které se vztahují na konkrétní situaci

- Utility označuje správnost konkrétního rozhodnutí v dané situaci, buď očekávanou utilitu (před přijetím rozhodnutí) nebo zkušenou utilitu (po obdržení zpětné vazby na výsledek rozhodnutí)

Kromě předdefinované struktury instance se IBLT spoléhá na globální proces rozhodování na vysoké úrovni, který se skládá z pěti fází: rozpoznávání, úsudek, výběr, provedení a zpětná vazba. Když se lidé potýkají se situací v určitém prostředí, lidé pravděpodobně z paměti načtou podobné instance, aby se rozhodli. V atypických situacích (těch, které nejsou podobné tomu, s čím se v minulosti setkáváme), není načtení z paměti možné a lidé by pro rozhodnutí museli použít heuristiku (která se nespoléhá na paměť). V situacích, které jsou typické a kde lze získat inss, se vyhodnocuje užitečnost podobných případů, dokud není překročena úroveň nezbytnosti.